# كاستيلناو دي باغس
بلدية كاستيلناو دي باجيس (بالكاتالانية: Castellnou de Bages) هي إحدى بلديات مقاطعة برشلونة، والتي تقع في منطقة كاتالونيا، شرق إسبانيا.
يبلغ عدد سكانها 907 نسمة وفقاً لإحصائية سنة (2007).